# Bartosz Fabiński
Bartosz Ryszard Fabiński (ur. 26 kwietnia 1986 w Warszawie) – polski zawodnik mieszanych sztuk walki (MMA). Były mistrz PLMMA w wadze średniej. W latach 2015-2021 walczący dla najlepszej federacji MMA na świecie - UFC. Aktualnie związany z KSW.

## Wczesne życie
Zaczynał od trenowania judo, już w drugiej klasie szkoły podstawowej. Trenował ten sport aż przez 12 lat, jednak niewiele sukcesów i pewna monotonia, przyczyniły się do zmiany. Rekreacyjnie chodził na siłownię i czasami na boks lub inne sztuki walki. Ostatecznie przeszedł na mieszane sztuki walki i dołączył do Nastula Team, klubu MMA złotego medalisty olimpijskiego Pawła Nastuli. W tym klubie jego głównym trenerem został Robert Jocz.

## Kariera MMA

### Wczesna kariera
Zawodowo w MMA zadebiutował w kategorii średniej 18 listopada 2011 roku, gdzie zwyciężył swoją pierwszą walkę już po 20 sekundach przez techniczny nokaut. Trzy następne pojedynki ponownie zwyciężył.
Pierwszej porażki doznał w listopadzie 2012 roku z Marcinem Bandelem, który poddał Fabińskiego w pierwszej rundzie dźwignią skrętową na staw skokowy.
W 2013 roku Fabiński wraz z trenerem Joczem odeszli z Nastula Team na rzecz nowo otwartego klubu S4 Fight&CrossGym Club. W tym samym roku Fabiński trzykrotnie wygrywał przez TKO m.in. z Adamem Kowalskim, Dominikiem Chmielem czy doświadczonym Antonim Chmielewskim.
1 marca 2014 na gali Pro MMA Challenge 1 uległ jednogłośnie na punkty (29-28, 30-27, 29-28) Brazylijczykowi, Wendresowi Carlosowi da Silvie. Czternaście dni później, w drugiej walce dla Profesjonalnej Ligi MMA zdobył pas mistrzowski w wadze średniej. Fabiński został nowym mistrzem po pokonaniu przez techniczny nokaut już w pierwszej rundzie Michała Szulińskiego.
9 maja 2014 podczas walki wieczoru gali Arena MMA 1 pokonał jednogłośną decyzją sędziowską reprezentanta Niemiec, Gregora Herba. Miesiąc później na gali Fighters Arena 9 zwyciężył przez TKO po niespełna dwóch minutach walki z Białorusinem, Aleksiejem Repałowem.
W październiku tego samego roku Fabiński stoczył walkę po raz pierwszy poza granicami kraju, występując na gali MMA Raju 14 w Estonii. Zwyciężył po bliskiej walce niejednogłośnie na kartach punktowych z tamtejszym gospodarzem, Alikiem Tseiko. Starcie odbyło się w wadze półśredniej.

### UFC
W 2015 roku podpisał kontrakt z Ultimate Fighting Championship, największą organizacją MMA na świecie. Zadebiutował w niej 11 kwietnia 2015 podczas gali UFC Fight Night: Gonzaga vs. Cro Cop 2, na której to pierwotnie zamiast Fabińskiego miał zawalczyć Krzysztof Jotko. „The Butcher” pokonał jednogłośnie na punkty zawodnika z RPA, Garretha McLellana.
Jeszcze w listopadzie tego samego roku na gali UFC Fight Night: Magny vs. Gastelum w Meksyku, zwyciężył z tamtejszym gospodarzem Hectorem Urbiną, ponownie na punkty. Starcie to, jak i kolejne 3 walki odbywały się w niższej kategorii wagowej - półśredniej.
W trzecim występie dla UFC planowano by na chorwackim wydarzeniu UFC Fight Night 86 zawalczył z Nicolasem Dalby'm, jednak Fabiński wypadł z walki z nieznanych przyczyn.
Po prawie trzyletniej przerwie od walk MMA powrócił do oktagonu UFC. 22 lipca 2018 podczas gali UFC Fight Night: Shogun vs. Smith w Niemczech pokonał na pełnym dystansie Emila Webera Meeka.
Następnie 17 listopada 2018 w Argentynie na UFC Fight Night: Ponzinibbio vs Magny został w minutę poddany tzw. gilotyną przez Brazylijczyka, Michela Prazeresa.
Oczekiwano, że 1 czerwca 2019 na gali UFC Fight Night: Gustafsson vs. Smith zmierzy się z debiutującym w organizacji Rosjaninem Siergiejem Chandożko, jednak wycofał się z powodu kontuzji.

### Cage Warriors i powrót do UFC
30 marca 2020 w Anglii odbył jednorazowy występ dla federacji Cage Warriors. W walce wieczoru gali Cage Warriors 113 pokonał jednogłośnie na punkty po krwawej walce tamtejszego gospodarza, Darrena Stewarta. Starcie to odbyło się w dywizji średniej. W lipcu tego samego roku menadżer Fabińskiego, Artur Ostaszewski zapowiedział powrót swojego zawodnika na stałe do kategorii średniej.
5 września 2020 na UFC Fight Night: Overeem vs. Sakai w Las Vegas został poddany tzw. balachą przez reprezentanta kraju kawy, André Muniza.
17 kwietnia 2021 na wydarzeniu UFC on ESPN: Whittaker vs. Gastelum ponownie został poddany, jednak tym razem poprzez duszenie gilotynowe z rąk i nóg Amerykanina, Geralda Meerschaerta. Po tej porażce Fabiński został zwolniony przez amerykańską organizację. Fabiński zapisał się w historii UFC na 2. miejscu jako rekordzista pod względem procentu czasu kontroli rywala wynoszącego 79,1%.

### Po UFC (Strife i KSW)
W sierpniu 2023 roku został głównym trenerem klubu Uniq Fight Club.
Po ponad dwuletniej przerwie i rozstaniu z UFC stoczył swoją kolejną walkę. W walce wieczoru wydarzenia Strife 4 w Rzeszowie pokonał jednogłośną decyzją sędziowską Kacpra Karskiego.
1 stycznia 2024 roku podpisał kontrakt z Konfrontacją Sztuk Walki. W debiucie dla najlepszej polskiej organizacji podczas gali XTB KSW 90 w Warszawie zmierzył się z mistrzem francuskiej organizacji Hexagone MMA, Laïdem Zerhounim. Niespodziewanie przegrał przez nokaut już w 12 sekundzie pierwszej rundy.

## Osiągnięcia

### Mieszane sztuki walki
- Profesjonalna Liga MMA
  - 2014: Mistrz PLMMA w wadze średniej

## Lista zawodowych walk w MMA
| Wynik     | Bilans | Przeciwnik (bilans przed walką) | Rozstrzygnięcie                              | Runda | Czas | Rozgrywki                                    | Data       | Miejsce      | Uwagi                                                     |
| --------- | ------ | ------------------------------- | -------------------------------------------- | ----- | ---- | -------------------------------------------- | ---------- | ------------ | --------------------------------------------------------- |
| Przegrana | 16-6   | Laïd Zerhouni (11-8. 1 NC)      | KO (ciosy pięściami)                         | 1     | 0:12 | XTB KSW 90: Wrzosek vs. Vitasović            | 20.01.2024 | Warszawa     | Debiut w KSW. Co-Main Event                               |
| Wygrana   | 16-5   | Kacper Karski (8-3)             | Decyzja (jednogłośna)                        | 3     | 5:00 | Strife 4                                     | 07.10.2023 | Rzeszów      | Main Event                                                |
| Przegrana | 15-5   | Gerald Meerschaert (31-14)      | Poddanie (duszenie gilotynowe)               | 1     | 2:00 | UFC on ESPN: Whittaker vs. Gastelum          | 17.04.2021 | Las Vegas    |                                                           |
| Przegrana | 15-4   | André Muniz (19-4)              | Poddanie (dźwignia na staw łokciowy)         | 1     | 2:42 | UFC Fight Night: Overeem vs. Sakai           | 05.09.2020 | Las Vegas    |                                                           |
| Wygrana   | 15-3   | Darren Stewart (11-4)           | Decyzja (jednogłośna)                        | 3     | 5:00 | Cage Warriors 113                            | 20.03.2020 | Manchester   | Powrót do wagi średniej.                                  |
| Przegrana | 14-3   | Michel Prazeres (25-2)          | Poddanie (duszenie gilotynowe)               | 1     | 1:02 | UFC Fight Night: Magny vs. Ponzinibbio       | 17.11.2018 | Buenos Aires |                                                           |
| Wygrana   | 14-2   | Emil Weber Meek (9-3)           | Decyzja (jednogłośna)                        | 3     | 5:00 | UFC Fight Night: Shogun vs. Smith            | 22.07.2018 | Hamburg      |                                                           |
| Wygrana   | 13-2   | Hector Urbina (17-8-1)          | Decyzja (jednogłośna)                        | 3     | 5:00 | The Ultimate Fighter: Latin America 2 Finale | 21.11.2015 | Monterrey    | Powrót do wag półśredniej.                                |
| Wygrana   | 12-2   | Garreth McLellan (12-2)         | Decyzja (jednogłośna)                        | 3     | 5:00 | UFC Fight Night: Gonzaga vs. Cro Cop 2       | 11.04.2015 | Kraków       | Debiut w UFC. Walka w wadze średniej.                     |
| Wygrana   | 11-2   | Alik Tseiko (7-2)               | Decyzja (niejednogłośna)                     | 3     | 5:00 | MMA Raju 14                                  | 18.10.2014 | Tartu        | Debiut i przejście do wagi półśredniej. Main Event        |
| Wygrana   | 10-2   | Aleksiej Repałow (7-8)          | TKO (przerwanie przez lekarza)               | 1     | 1:54 | Fighters Arena 9                             | 08.06.2014 | Józefów      | Limit umowny do 86 kg.                                    |
| Wygrana   | 9-2    | Gregor Herb (14-7)              | Decyzja (jednogłośna)                        | 3     | 5:00 | Arena MMA 1                                  | 09.05.2014 | Warszawa     | Main Event                                                |
| Wygrana   | 8-2    | Michał Szuliński (9-3-1)        | TKO (ciosy łokciami)                         | 1     | 4:10 | PLMMA 29: Extra                              | 15.03.2014 | Legionowo    | Zdobył pas mistrzowski PLMMA w wadze średniej. Main Event |
| Przegrana | 7-2    | Wendres Carlos da Silva (10-5)  | Decyzja (jednogłośna)                        | 3     | 5:00 | Pro MMA Challenge 1                          | 01.03.2014 | Wrocław      |                                                           |
| Wygrana   | 7-1    | Antoni Chmielewski (25-10)      | TKO (przerwanie przez lekarza - rozcięcie)   | 1     | 5:00 | PLMMA 26: Extra                              | 29.12.2013 | Legionowo    | Main Event                                                |
| Wygrana   | 6-1    | Dominik Chmiel (6-2)            | TKO (ciosy pięściami)                        | 1     | N/A  | GWF 2: Gladiator World Fight                 | 08.12.2013 | Brodnica     |                                                           |
| Wygrana   | 5-1    | Adam Kowalski (3-1-1)           | TKO (ciosy pięściami w parterze)             | 1     | 4:21 | Battle of Champions: Gala MMA                | 05.10.2013 | Zamość       | Main Event                                                |
| Przegrana | 4-1    | Marcin Bandel (6-2)             | Poddanie (dźwignia skrętowa na staw skokowy) | 1     | 1:10 | Fighters Arena 4: Atak                       | 24.11.2012 | Włocławek    |                                                           |
| Wygrana   | 4-0    | Adam Biega (0-0)                | TKO (przerwanie przez narożnik)              | 1     | 1:57 | Oktagon MMA 1                                | 26.05.2012 | Sanok        |                                                           |
| Wygrana   | 3-0    | Bartłomiej Butryn (0-0)         | TKO (niezdolność do kontynuowania walki)     | 1     | 2:18 | Oktagon MMA 1                                | 26.05.2012 | Sanok        |                                                           |
| Wygrana   | 2-0    | Marcin Mateusz Kurylczyk (3-2)  | Decyzja (jednogłośna)                        | 2     | 5:00 | MMA Fight Night 1: Diva Spa                  | 19.05.2012 | Kołobrzeg    |                                                           |
| Wygrana   | 1-0    | Robert Białoszewski (0-1)       | TKO (ciosy pięściami w parterze)             | 1     | 0:20 | FC - Battle of Warsaw                        | 18.11.2011 | Warszawa     | Debiut w wadze średniej.                                  |

## Inne informacje
W 2020 roku wraz z Marcinem Różalskim wziął udział w reality show „Ameryka Express”.